# ژیانگمن
جیانگ‌من (به لاتین: Jiangmen) یک شهر مرکزی در جمهوری خلق چین است که در گوانگ‌دونگ واقع شده‌است.
شهر جیانگ‌من در استان گوانگ‌دونگ چین واقع شده و به‌عنوان یک شهر سطح فرمانداری شناخته می‌شود.  این شهر از سه منطقهٔ شهری به نام‌های پِنگ‌جیانگ، جیانگ‌های و شینهویی تشکیل شده و همچنین شامل شهرهای تابعی مانند تای‌شان، کای‌پینگ، ان‌پینگ و هه‌شان است.  جمعیت جیانگ‌من بر اساس سرشماری سال ۲۰۲۰ حدود ۴٫۸ میلیون نفر برآورد شده است.  این منطقه به‌عنوان زادگاه بسیاری از چینی‌های مهاجر به خارج از کشور شناخته می‌شود. 
از نظر تاریخی، جیانگ‌من در سال ۱۹۰۴ به‌عنوان یک بندر معاهده‌ای برای تجارت با غرب باز شد.  در سال ۱۹۲۵، این شهر تحت ادارهٔ مستقیم دولت استانی قرار گرفت و در سال ۱۹۵۱ به‌عنوان یک شهر رسمی اعلام شد.  در سال ۱۹۸۳، جیانگ‌من به سطح شهر سطح فرمانداری ارتقا یافت. 
اقتصاد جیانگ‌من بر پایهٔ صنایع تولیدی مانند موتورسیکلت‌سازی، لوازم خانگی، الکترونیک، کاغذسازی، فرآوری مواد غذایی، الیاف مصنوعی، پوشاک و محصولات فولادی ضدزنگ استوار است.  بندر جیانگ‌من دومین بندر بزرگ رودخانه‌ای در استان گوانگ‌دونگ محسوب می‌شود. 
از نظر فرهنگی، جیانگ‌من به‌عنوان زادگاه حدود ۴ میلیون چینی مهاجر در سراسر جهان شناخته می‌شود.  گویش محلی این منطقه یکی از لهجه‌های زبان کانتونی است.  یکی از جشن‌های منحصربه‌فرد این شهر، رقص اژدها در آب است که در جشنواره فانوس در روستای پان در شهر کای‌پینگ برگزار می‌شود. 
در زمینهٔ حمل‌ونقل، جیانگ‌من از طریق بزرگراه‌ها به شهرهای گوانگ‌ژو، فوشان، ژوهای، ژونگ‌شان و یانگ‌جیانگ متصل است.  ایستگاه راه‌آهن جیانگ‌من نیز در سال ۲۰۱۱ افتتاح شد و خدمات مسافربری و باری را ارائه می‌دهد. 
از جاذبه‌های گردشگری این شهر می‌توان به معبد کنفوسیوس در شینهویی، کتابخانه جینگ‌تانگ و منطقهٔ آبگرم گودو اشاره کرد.

## خصوصیات
ژیانگمن ۹٬۴۴۳ کیلومترمربع مساحت و ۴٬۴۴۸٬۸۷۱ نفر جمعیت دارد و ۱۰ متر بالاتر از سطح دریا واقع شده‌است.

## خواهرخوانده
شهرهای ریورساید، کالیفرنیا و کوتا کینابالو خواهرخوانده‌های ژیانگمن هستند.